# Тим снова ФИФА Светских првенстава
Тим снова ФИФА Светских првенстава је фудбалска екипа у коју су уврштени најбољи играчи на свим Светским првенствима по избору навијача, а списак је објавила ФИФА 2002. године. Аргентинац Дијего Марадона је имао највише гласова. Више од милион и по фудбалских навијача широм света је гласало у анкети, спроведеној на званичној веб страници ФИФА-е  Архивирано на веб-сајту  (29. март 2007), а Марадона је имао 111.035 гласова. Бразилац Пеле, који је освојио три светска првенства, имао је 107.539 гласова, а Зинедин Зидан, којије дао два гола у победи Француске на СП 1998. је био трећи са 80.527 гласова.
То је једанаесточлана екипа подељена по позицијама играча; тако су на листи један голман, три одбрамбена играча, четири везна и три нападача, који су проглашени за најбоље играче свих светских првенствава.
| Играч            | Репрезентација Године наступања          |
| ---------------- | ---------------------------------------- |
| Лав Јашин        | Совјетски Савез · 1958, 1962, 1966, 1970 |
| Паоло Малдини    | Италија · 1990, 1994, 1998, 2002         |
| Франц Бекенбауер | Западна Немачка · 1966, 1970, 1974       |
| Роберто Карлос   | Бразил · 1998, 2002, 2006                |
| Роберто Бађо     | Италија · 1990, 1994, 1998               |
| Зинедин Зидан    | Француска · 1998, 2002, 2006             |
| Мишел Платини    | Француска · 1978, 1982, 1986             |
| Дијего Марадона  | Аргентина · 1982, 1986, 1990, 1994       |
| Ромарио          | Бразил · 1990, 1994                      |
| Јохан Кројф      | Холандија · 1974                         |
| Пеле             | Бразил · 1958, 1962, 1966, 1970          |